# Злобин, Валерий Филиппович

Могила Валерия Злобина

Валерий Филиппович Злобин (укр. Валерій Пилипович Злобін; 29 апреля 1929, Харьков — 1991, Киев, УССР) — генеральный директор производственного объединения «Киевтрактородеталь» (1962—1991), лауреат Государственной премии УССР в области науки и техники (1979), Заслуженный машиностроитель УССР, Герой Социалистического Труда.

## Биография
Избирался депутатом Верховного Совета УССР 9-го, 10-го и 11-го созывов (1975—1990). Жил в Киеве по улице Энгельса, 26, квартира 35.
За разработку и промышленное освоение принципиально новых магнитодинамических насосов-дозаторов для автоматической заливки чугуна в литейные формы удостоен Государственной премии УССР в области науки и техники.
Умер в 1991 году. Похоронен в Киеве на Байковом кладбище.

## Награды
- Государственная премия УССР в области науки и техники (1979);
- Заслуженный машиностроитель УССР;
- Герой Социалистического Труда.

## Память
На административном здании завода имени Лепсе на бульваре Лепсе, 15 ему установлена чугунная мемориальная доска.